# Taylor Hall
Taylor Štrba Hall (* 14. listopadu 1991 Calgary) je profesionální kanadský hokejový útočník hrající v týmu Carolina Hurricanes v severoamerické NHL. Profesionální kariéru začal roku 2010, hraje na levém křídle.

## Osobní život
Prarodiče pochází ze slovenské obce Jasenie. Za lepší podmínky k životu odcestovali do Ameriky, kde se jim narodila dcera, které dali americké jméno Kim. Kim Štrbová se seznámila z Australským mužem Steve, se kterým má syna Taylora Halla. Taylor Hall se může pyšnit původem slovensko-australským. Stal se prvním hráčem, který byl vybrán ve vstupním draftu NHL na prvním místě, který má slovenské kořeny. Po svojí matce převzal její příjmení Štrba a na tělo si nechal vytetovat slovenského orla.

## Hráčská kariéra
Hrát hokej začal v rodném Calgary. Když mu bylo 13 let, jeho rodina se přestěhovala do Kingstonu v Ontariu. Tam začal hrát za tým Greater Kingston Predators, kde svou hrou upoutal natolik, že si ho v roce 2007 vybral tým Windsor Spitfires. Ačkoliv to byla jeho první sezóna tak se v juniorské lize OHL rozhodně neztratil a nastřílel v 63 utkáních 45 gólů. Spolu se 39 asistencemi je to dohromady 84 bodů. Neztratil se ani v playoff a v pěti zápasech vstřelil 2 branky a přidal 3 asistence. Za tyto překvapivé výkony obdržel cenu pro nejlepšího nováčka sezóny. V následující sezóně (2008/2009) stihl za 63 zápasů nasbírat 90 bodů za 38 branek a 52 asistencí. Ve 20 utkáních playoff dokázal nastřílet 16 branek a k tomu přidat 20 asistencí, za což mu byla udělena cena pro nejlepšího hráče Memorial Cupu, který jeho tým hlavně díky němu získal. Poslední sezónou v OHL (2009/2010) opět rozhodně ostudu neudělal. Odehrál 57 zápasů a připsal si 106 bodů za 40 gólů a 66 asistencí. V 19 zápasech playoff získal dalších 35 bodů za 17 branek a 18 asistencí. Spitfires díky tomu opět obhájily Memorial Cup a Hall byl zvolen znovu nejužitečnějším hráčem. Těmito výkony se zařadil mezi velké favority draftu. Skauti ho dokonce řadili na první příčku, tedy nejlepšího hráče draftu. Jejich tip vyšel a nejhorší tým uplynulé sezóny Edmonton Oilers si ho vybral jako jedničku. Klub a fanoušci od něj hodně očekávali, a vzhledem k nepříliš kvalitnímu mužstvu začal Hall sezónu v dresu Oilers. Kvůli tlaku ze strany klubu i fanoušků se mu podařilo v průběhu sedmi utkání připsat pouze jediný bod, za asistenci. V osmém zápase s Columbusem už ale prokletí prolomil a připsal si první branku, navíc na další nahrál Shawnu Horcoffovi. Tím mu stouplo sebevědomí a své přednosti začal uplatňovat i v NHL, kde se ihned zařadil mezi opory Oilers. V roce 2016 byl vyměněn z Edmontonu do New Jersey za obránce New Jersey Adama Larssona.

## Ocenění a úspěchy
- 2007 ODMHA Midget AAA All-Star Tým
- 2008 CHL All-Rookie Tým
- 2008 CHL Rookie of the Year
- 2008 OHL Nejlepší statistika v Plus/Minus (+40)
- 2008 OHL První All-Rookie Tým
- 2008 OHL Nejlepší střelec jako nováček (45)
- 2008 OHLEmms Family Award
- 2009 CHL Memorial Cup All-Star Tým
- 2009 CHL Stafford Smythe Memorial Trophy
- 2009 OHL První All-Star Tým
- 2009 OHL Nejlepší střelec v Playoff (16)
- 2009 OHL Nejvíce bodů v Playoff (36)
- 2009 OHL Wayne Gretzky 99 Award
- 2010 CHL Memorial Cup All-Star Tým
- 2010 CHL Ed Chynoweth Trophy
- 2010 CHL Stafford Smythe Memorial Trophy
- 2010 CHL Druhý All-Star Tým
- 2010 OHL All-Star Game
- 2010 OHL První All-Star Tým
- 2010 OHL Nejlepší nahrávač (66)
- 2010 OHL Eddie Powers Memorial Trophy
- 2010 OHL Nejvíce bodů v Playoff (35)
- 2016 NHL NHL All-Star Game
- 2017 NHL NHL All-Star Game
- 2018 NHL NHL All-Star Game
- 2018 NHL První All-Star Tým
- 2018 NHL Hart Memorial Trophy

## Prvenství
- Debut v NHL – 7. října 2010 (Edmonton Oilers proti Calgary Flames)
- První asistence v NHL – 10. října 2010 (Edmonton Oilers proti Florida Panthers)
- První gól v NHL – 28. října 2010 (Columbus Blue Jackets proti Edmonton Oilers, kanadskému brankáři Steve Mason)
- První hattrick v NHL – 19. února 2011 (Edmonton Oilers proti Atlanta Thrashers)

## Statistiky

### Klubové statistiky
| Sezóna      | Klub                 | Soutěž      |     | Základní část | Základní část | Základní část | Základní část | Základní část |    | Play off | Play off | Play off | Play off | Play off |
| Sezóna      | Klub                 | Soutěž      | Z   | G             | A             | B             | TM            | Z             | G  | A        | B        | TM       |          |          |
| 2007–08     | Windsor Spitfires    | OHL         | 63  | 45            | 39            | 84            | 22            | 5             | 2  | 3        | 5        | 2        |          |          |
| 2008–09     | Windsor Spitfires    | OHL         | 63  | 38            | 52            | 90            | 60            | 20            | 16 | 20       | 36       | 12       |          |          |
| 2009–10     | Windsor Spitfires    | OHL         | 57  | 40            | 66            | 106           | 56            | 19            | 17 | 18       | 35       | 32       |          |          |
| 2010–11     | Edmonton Oilers      | NHL         | 65  | 22            | 20            | 42            | 27            | —             | —  | —        | —        | —        |          |          |
| 2011–12     | Edmonton Oilers      | NHL         | 61  | 27            | 26            | 53            | 36            | —             | —  | —        | —        | —        |          |          |
| 2012–13     | Oklahoma City Barons | AHL         | 28  | 14            | 20            | 34            | 33            | —             | —  | —        | —        | —        |          |          |
| 2012–13     | Edmonton Oilers      | NHL         | 45  | 16            | 34            | 50            | 33            | —             | —  | —        | —        | —        |          |          |
| 2013–14     | Edmonton Oilers      | NHL         | 75  | 27            | 53            | 80            | 44            | —             | —  | —        | —        | —        |          |          |
| 2014–15     | Edmonton Oilers      | NHL         | 53  | 14            | 24            | 38            | 40            | —             | —  | —        | —        | —        |          |          |
| 2015–16     | Edmonton Oilers      | NHL         | 82  | 26            | 39            | 65            | 54            | —             | —  | —        | —        | —        |          |          |
| 2016–17     | New Jersey Devils    | NHL         | 72  | 20            | 33            | 53            | 32            | —             | —  | —        | —        | —        |          |          |
| 2017–18     | New Jersey Devils    | NHL         | 76  | 39            | 54            | 93            | 34            | 5             | 2  | 4        | 6        | 6        |          |          |
| 2018–19     | New Jersey Devils    | NHL         | 33  | 11            | 26            | 37            | 16            | —             | —  | —        | —        | —        |          |          |
| 2019–20     | New Jersey Devils    | NHL         | 30  | 6             | 19            | 25            | 20            | —             | —  | —        | —        | —        |          |          |
| 2019–20     | Arizona Coyotes      | NHL         | 35  | 10            | 17            | 27            | 14            | 9             | 2  | 4        | 6        | 10       |          |          |
| 2020–21     | Buffalo Sabres       | NHL         | 37  | 2             | 17            | 19            | 24            | —             | —  | —        | —        | —        |          |          |
| 2020–21     | Boston Bruins        | NHL         | 16  | 8             | 6             | 14            | 2             | 11            | 3  | 2        | 5        | 9        |          |          |
| 2021–22     | Boston Bruins        | NHL         | 81  | 20            | 41            | 61            | 42            | 7             | 2  | 2        | 4        | 8        |          |          |
| 2022–23     | Boston Bruins        | NHL         | 61  | 16            | 20            | 36            | 24            | 7             | 5  | 3        | 8        | 2        |          |          |
| 2023–24     | Chicago Blackhawks   | NHL         | 10  | 2             | 2             | 4             | 4             | —             | —  | —        | —        | —        |          |          |
| 2024–25     | Chicago Blackhawks   | NHL         | 46  | 9             | 15            | 24            | 16            | —             | —  | —        | —        | —        |          |          |
| 2024–25     | Carolina Hurricanes  | NHL         | 31  | 9             | 9             | 18            | 20            |               |    |          |          |          |          |          |
| NHL celkově | NHL celkově          | NHL celkově | 909 | 284           | 455           | 739           | 482           | 39            | 14 | 15       | 29       | 35       |          |          |

### Reprezentační statistiky
| Rok                           | Tým                           | Soutěž                        | Z  | G  | A  | B  | TM |
| ----------------------------- | ----------------------------- | ----------------------------- | -- | -- | -- | -- | -- |
| 2008                          | Kanada 18                     | MS-18                         | 4  | 2  | 6  | 8  | 2  |
| 2008                          | Kanada 18                     | MIH                           | 4  | 3  | 0  | 3  | 0  |
| 2010                          | Kanada 20                     | MSJ                           | 6  | 6  | 6  | 12 | 0  |
| 2013                          | Kanada                        | MS                            | 8  | 2  | 1  | 3  | 0  |
| 2015                          | Kanada                        | MS                            | 10 | 7  | 5  | 12 | 6  |
| 2016                          | Kanada                        | MS                            | 10 | 6  | 3  | 9  | 2  |
| Juniorská reprezentace celkem | Juniorská reprezentace celkem | Juniorská reprezentace celkem | 14 | 11 | 12 | 23 | 2  |
| Seniorská reprezentace celkem | Seniorská reprezentace celkem | Seniorská reprezentace celkem | 28 | 15 | 9  | 24 | 8  |